# Studi su scienza e tecnologia
Gli studi su scienza e tecnologia (meglio conosciuti, soprattutto nel mondo anglosassone, come STS, acronimo di Science and Technology Studies) indicano un programma di ricerca interdisciplinare in scienze che si è sviluppato fra gli anni settanta e ottanta.
In particolare si concentrano nell'approfondire come valori sociali, politici e culturali influenzano la ricerca scientifica e l'innovazione tecnologica, e come questi a loro volta influenzano la società, la politica e la cultura.
Diverse università nel mondo offrono lauree in STS, alcune anche dottorati e master.

## Ricerca
La ricerca STS si sviluppa in particolare in due direzioni:
- Lo studio delle relazioni fra innovazioni scientifiche e tecnologiche, partendo dal presupposto che ambedue sono socialmente costruite e che la società è essa stessa un aggregato sociotecnico;
- L'analisi degli effetti prodotti da queste innovazioni, i rischi che provocano e la ridefinizione dei parametri sociali che inducono.

## Storia
Le principali componenti degli STS si sono sviluppate indipendentemente e in maniera isolata a partire dagli anni '60, anche se l'opera di Ludwik Fleck Genesi e sviluppo di un fatto scientifico (1935) è considerata come precursore:
- Sociologia della conoscenza scientifica che analizza le controversie scientifiche nel loro contesto sociale
- Storia della tecnologia, che analizza la tecnologia nel suo contesto sociale e storico. A partire dagli anni '60, alcuni storici hanno messo in dubbio il determinismo tecnologico, in quanto dottrina che induce alla passività della società nei confronti dello sviluppo naturale della tecnologia e della società. Allo stesso tempo, alcuni storici hanno sviluppato un approccio simile nella storia della medicina.
- Storia e filosofia della scienza, area in cui si sono avviati programmi di ricerca specializzati, dopo la pubblicazione del trattato La struttura delle rivoluzioni scientifiche di Thomas Kuhn, che attribuisce le rivoluzioni nelle teorie scientifiche ai cambiamenti paradigmatici.
- Scienza, tecnologia e società: Alla fine degli anni '60 i movimenti studenteschi negli USA e in Europa spinsero per avviare nuovi campi di ricerca interdisciplinari (ad esempio gli studi di genere che affrontassero alcuni temi ritenuti rilevanti ma ignorati dai corsi di studio tradizionali. Uno di questi sviluppi fu la nascita dei programmi Scienza, tecnologia e società (in inglese science, technology, and society). nati da diverse discipline, come l'antropologia, la storia, le scienze politiche e la sociologia. Il termine viene a volte abbreviato con STS, generando confusione con gli Science and Technology Studies

A differenza degli altri approcci i ricercatori in quest'ultimo campo tendono a considerarsi piuttosto come degli attivisti che lavorano per cambiare lo stato delle cose piuttosto che ricercatori distaccati e disinteressati. Un esempio di questo approccio è rappresentato dalle ricerche femministe che affrontano l'esclusione delle donne dalla ricerca scientifica e tecnologica (Women's studies).
A partire dagli anni '70 e '80, molte grandi università statunitensi e europee hanno condensato queste diverse componenti in un nuovo programma interdisciplinare di ricerca.
Un momento decisivo nello sviluppo degli STS fu l'aggiunta a metà anni '80 degli studi sulla tecnologia, in particolare vanno menzionati due testi:
- Social Shaping of Technology (MacKenzie and Wajcman, 1985)
- The Social Construction of Technological Systems (Bijker, Hughes et al., 1987).

Il primo raccoglieva una serie di articoli che dimostravano l'influenza della società nel design tecnologico. Il secondo poneva le fondamenta di un nuovo campo di ricerca che gli autori chiamavano la costruzione sociale della tecnologia (in inglese social construction of technology).

## Riviste scientifiche
Alcune importanti riviste negli STS sono:
- Social Studies of Science, su sss.sagepub.com.
- Science, Technology and Human Values, su sth.sagepub.com. URL consultato il 17 gennaio 2010 (archiviato dall'url originale il 29 novembre 2016).
- Research Policy, su elsevier.com.
- Science and Public Policy, su ingentaconnect.com. URL consultato il 17 gennaio 2010 (archiviato dall'url originale il 5 novembre 2011).
- Tecnoscienza: Italian Journal of Science & technology Studies, su tecnoscienza.net.